# کمیسر (مجلس اسکاتلند)

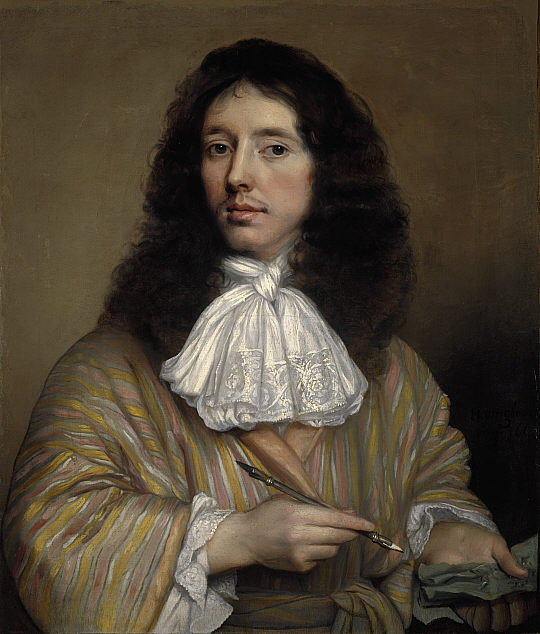
پرترهٔ مهندس معمار «ویلیام بروس» در پارلمان اسکاتلند. او به عنوان کمیسرِ شایر برای فایف (از ۱۶۶۹ تا ۱۶۷۴) و برای کینراس (از ۱۶۸۱ تا ۱۶۸۲) مشغول به خدمت بود.

پیش از شکل‌گیری پادشاهی متحد بریتانیای کبیر و ایرلند، کمیسر مجلس به مردی گفته می‌شد که از هر یک از شایرهای اسکاتلند به مجلس اسکاتلند در پادشاهی اسکاتلند فرستاده می‌شد.